# 사달수드
좌표:  21h 31m 33.5341s, −05° 34′ 16.22″
사달수드(Sadalsuud) 또는 바이어 명명법으로 물병자리 베타(β Aqr)는 물병자리 방향에 있는 항성이다. ‘베타’는 이 별이 물병자리 영역에서 두 번째로 밝다는 뜻이나 실제로는 가장 밝다. 이 별의 이름은 아랍어 표현 سعد السعود (‘사드 알-수드’)에서 나왔으며 ‘행운 중의 행운’이라는 뜻이다. 다른 호칭으로 ‘사드 에스 사우드’, ‘사달순드’, ‘사드 엘 순드’ 등이 있다.
이 별은 ‘알 악사시 알 무아킷’ 항성목록에서 ‘니르 사드 알 사오우드’로 지칭되어 있는데 이는 라틴어로 Lucida Fortunæ Fortunarum으로 번역되었으며 ‘행운 중의 행운 중 가장 밝은 존재’라는 의미이다.

## 특징
사달수드는 물병자리에서 가장 밝은 별로 겉보기 등급은 2.87이고 분광형은 G0 Ib이다. 1943년 이래로 이 별의 스펙트럼은 다른 별의 분광형을 정하는 일종의 기준점 역할을 했다. 시차 자료에 따르면 사달수드는 지구로부터 약 540광년(160파섹) 떨어져 있다. 항성의 질량은 태양의 6~6.5배이며 밝기는 약 2,300배, 반지름은 약 50배이다. 사달수드의 나이는 약 6천만 년으로 태양의 46억 년에 비하면 얼마 되지 않으나 별 자체의 질량이 크기 때문에 이미 초거성 단계에 들어섰다. 별의 바깥쪽 대기 유효 온도는 약 5700켈빈으로 우리 눈에 노란 빛을 뿜는 것처럼 보인다.
찬드라 엑스선 관측선으로 사달수드의 코로나에서 엑스선이 나오는 것이 확인된 바 있는데 이는 G형 분광형의 초거성에서 엑스선이 발견된 최초 사례이다. 사달수드 근처에서 발견된 이차 엑스선광원은 아마도 우리 은하 밖에서 왔을 것이다. 사달수드는 중간 질량 항성 셋으로 구성된 집단에 속해 있는데 이들의 공간속도를 볼 때 은하면에 대해 수직 방향으로 움직이고 있다. 사달수드 외 나머지 두 별은 물병자리 알파와 페가수스자리 에타이다.

## 문화

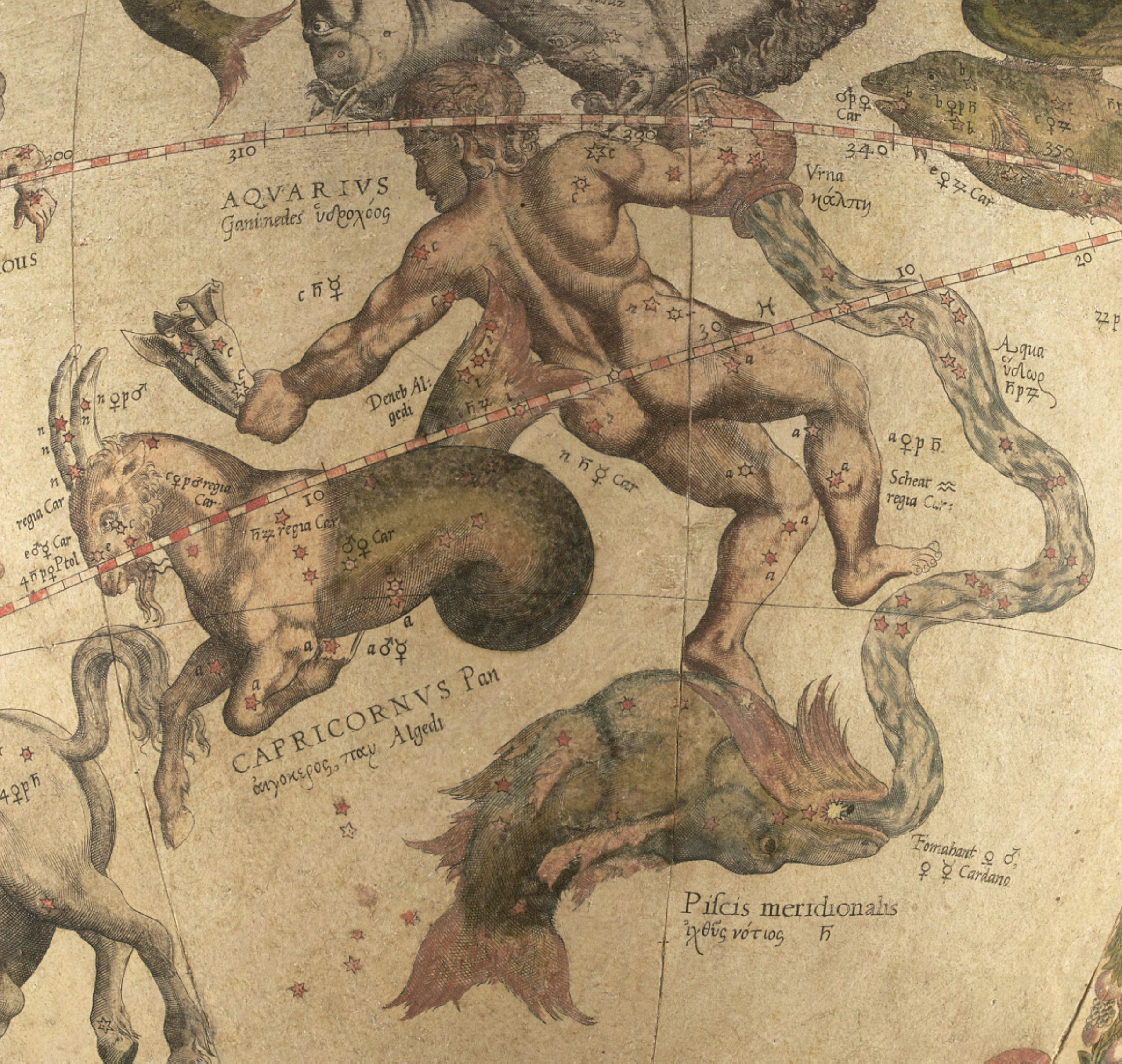
게라르두스 메르카토르의 작품. 그림 속 남자의 위치가 물병자리로, 남자는 산양(염소자리)을 내려다보고 있으며 아래쪽 물고기(남쪽물고기자리)에 물을 쏟아붓고 있다. 사달수드는 남자의 왼쪽 어깨에 있는 별이다.

고유명칭 ‘사달수드’의 뜻은 ‘행운 중 행운’이다. 이집트, 페르시아, 이슬람 신화 등 각종 신화에서 이 별은 겨울이 지나고 비가 꾸준히 내리기 시작하는 3월에 태양이 떠오르는 것을 상징한다. 이 ‘행운 중 행운’은 이슬람력 22일 '만질'에 해당되는데 여기 속하는 나머지 두 별은 분다와 염소자리 46이다.
사달수드와 물병자리 제타는 이란력에서의 ‘분다’와 콥트 월령의 ‘우푸이네우티’(‘기초’라는 뜻임)에 속해 있다.
동아시아 별자리에서 사달수드는 허수(虚宿, Xū Sù)에 속해 있다. 허수는 두 개의 별로 이루어져 있는데 나머지 하나는 조랑말자리 알파이다. 사달수드 자체 이름은 허수일(虛宿一, Xū Sù yī)로 ‘허수의 첫째 별’이라는 뜻이다.
힌두 문헌에는 이 별이 ‘칼페니’라는 이름으로 기록되어 있으며 고대 인도 천문학 문헌 내에서 스물 세 번째 나크샤트라 ‘시라비시타’(여덟 바수 신들이 주관하는 월령)에 해당된다. 사달수드는 유프라테스강 지역에서 ‘카카브 나막스’로 알려져 있었는데 그 의미는 ‘강한 운명의 별’이다. 앨런은 자신의 책에서 사달수드 이름은 여기에서 유래한 것이라고 해석하였다.

## 이중성
| 이름 | 물병자리 베타 B (BD-06 5770B) | 물병자리 베타 C (BD-06 5770C) |
| 등급 | 11.0                          | 11.6                          |
| RA   | 21h 31m 31.9s                 | 21h 31m 33.0s                 |
| Dec  | -05° 33′ 46″                  | -05° 35′ 10″                  |

사달수드는 맨눈으로 볼 때 하나의 별로 보이나 망원경으로 보면 희미한 동반 천체 둘이 더 보인다. 첫 번째의 겉보기 등급은 11.0이다. 1947년 첫째 동반 천체의 위치각은 321도로 관측되었고 사달수드와의 시야각 거리는 35.4초각이었다. 두 번째 동반 천체의 밝기는 11.6이며 위치각은 186도, 사달수드와의 시야각 거리는 57.2초각이었다. 2008년 기준으로 이 세 별이 중력으로 묶여 있는지의 여부는 확인되지 않았다.